# Bull Moose Jackson
Pour les articles homonymes, voir Jackson.
Benjamin (Bull Moose) Jackson (22 avril 1919 – 31 juillet 1989) est un saxophoniste et chanteur de rhythm and blues américain.

## Carrière
Benjamin Jackson apprit le violon durant son enfance, il commença à jouer du saxophone durant ses études secondaires et forma son premier groupe, The Harlem Hotshots. Il intègra l'orchestre de Lucky Millinder en 1943. Les autres musiciens considérant que Jackson ressemblait à un orignal mâle, il fut surnommé Bull Moose.
Jackson enregistra plusieurs succès pour King Records à la fin des années 1940, dont I Love You, Yes I Do, le premier disque rhythm and blues à se vendre à un million d'exemplaires. Il est connu pour ses chansons d'amour mais aussi pour des morceaux risqués dans le style jump blues, un genre de blues up-tempo orchestré pour des big bands.

## Discographie
- I Know Who Threw the Whiskey in the Well (Queen Records)
- I Want a Bowlegged Woman (King Records)
- Big Ten Inch Record (King Records)